# 750 Оскар
750 Оскар (750 Oskar) — астероїд головного поясу, відкритий 28 квітня 1913 року.
Тіссеранів параметр щодо Юпітера — 3,485.